# The Amazing Mr. Malone
The Amazing Mr. Malone è una serie televisiva statunitense in 13 episodi trasmessi per la prima volta nel corso di una sola stagione dal 1951 al 1952.
È una serie del genere giudiziario a sfondo poliziesco incentrata sui casi affrontati dall'avvocato di Chicago John J. Malone, interpretato da Lee Tracy. È basata su una serie radiofonica omonima andata in onda sulla stazione della ABC dal 1948 e sulla stazione della NBC dal 1951 (a sua volta ispirata alla serie di romanzi di Craig Rice).

## Trama
John J. Malone è un brillante avvocato penalista che si occupa di casi da risolvere, usando le sue abilità deduttive e persuasive finemente affinate, non si arrende mai finché non viene fatta giustizia.

## Personaggi e interpreti
- John J. Malone, interpretato da Lee Tracy.

## Produzione
La serie fu prodotta da Edgar Peterson. Tra i registi è accreditato lo stesso Edgar Peterson (10 episodi, 1951-1952).

### Sceneggiatori
Tra gli sceneggiatori sono accreditati:
- Craig Rice in 10 episodi (1951-1952)
- Alvin Boretz in 7 episodi (1951-1952)

## Distribuzione
La serie fu trasmessa negli Stati Uniti dal 24 settembre 1951 al 10 marzo 1952 sulla rete televisiva ABC.

## Episodi
| Stagione       | Episodi | Prima TV USA |
| -------------- | ------- | ------------ |
| Prima stagione | 13      | 1951-1952    |